# Coeranoscincus
Coeranoscincus is een geslacht van hagedissen uit de familie skinken (Scincidae).

## Naam en indeling
De wetenschappelijke naam van de groep werd voor het eerst voorgesteld door Allen Eddy Greer en Harold George Cogger in 1985. Er worden twee soorten erkend die beide eerder tot het geslacht Anomalopus werden gerekend.

## Uiterlijke kenmerken
De lichaamslengte bedraagt exclusief staart ongeveer 18 tot 25 centimeter, Coeranoscincus frontalis wordt gemiddeld groter. De lichaamskleur is donkerbruin tot oranjebruin, de juvenielen hebben een lichtere kleur en hebben een geelwitte kop met zwarte vlekken. De afstekende vlekkenpatronen van de jonge dieren verdwijnen naarmate ze ouder worden. De schubben zijn glad en glanzend.
De twee soorten zijn gemakkelijk van elkaar te onderscheiden door de aan- of afwezigheid van poten; bij Coeranoscincus frontalis ontbreken zowel de voor- als de achterpoten. Coeranoscincus reticulatus heeft wel vier poten maar deze zijn gereduceerd en dragen drie vingers en drie tenen.
De ogen zijn vrij klein en hebben beweegbare oogleden zonder een doorzichtig venster zoals bij andere skinken voorkomt. De snuitpunt is stomp en afgerond, en niet afgeplat. De gehooropeningen zijn verborgen onder enkele schubben.

## Levenswijze
Coeranoscincus- soorten zijn bodembewoners die leven in de strooisellaag en schuilen onder stenen en andere objecten. Alle soorten zijn overwegend nachtactief, maar komen bij regenachtig weer ook overdag tevoorschijn. Op het menu staan waarschijnlijk voornamelijk regenwormen, gezien de lange en naar achteren gekromde tanden in de bek. Deze zijn aangepast om glibberige prooien te ankeren. De vrouwtjes zijn eierleggend en zetten de eieren af op de bodem.

## Verspreiding en habitat
De hagedissen komen endemisch voor in het oosten van Australië en leven in de staten New South Wales en Queensland.
De habitat bestaat uit vochtige bossen, zoals tropische regenwouden en bergbossen. De hagedissen hebben een voorkeur voor rottend hout, waar ze in schuilen en jagen op prooidieren. Ze worden vaak gevonden onder omgevallen boomstammen.
Door de internationale natuurbeschermingsorganisatie IUCN is aan beide soorten een beschermingsstatus toegewezen. De twee soorten worden beschouwd als 'veilig' (Least Concern of LC).

## Soorten
Het geslacht omvat de volgende soorten, met de auteur en het verspreidingsgebied.
| Naam                       | Auteur        | Verspreidingsgebied                     |
| -------------------------- | ------------- | --------------------------------------- |
| Coeranoscincus frontalis   | De Vis, 1888  | Australië (Queensland)                  |
| Coeranoscincus reticulatus | Günther, 1873 | Australië (New South Wales, Queensland) |